# Безлавкі
Безлавкі (пол. Bezławki, нім. Bäslack) — село в Польщі, у гміні Решель Кентшинського повіту Вармінсько-Мазурського воєводства.
Населення — 136 осіб (2011).
У 1975-1998 роках село належало до Ольштинського воєводства.

## Демографія
Демографічна структура станом на 31 березня 2011 року:
|          | Загалом | Допрацездатний вік | Працездатний вік | Постпрацездатний вік |
| -------- | ------- | ------------------ | ---------------- | -------------------- |
| Чоловіки | 75      | 15                 | 52               | 8                    |
| Жінки    | 61      | 14                 | 36               | 11                   |
| Разом    | 136     | 29                 | 88               | 19                   |